# إيفيكا بلاغوفيتش
إيفيكا بلاغوفيتش مواليد 19 يناير 1974 في جمهورية يوغوسلافيا الاشتراكية الاتحادية، هو لاعب كرة سلة مقدوني سابق. بدأ مسيرته الاحترافية في سنة 1993. اعتزل اللعب في 2011.

## المسيرة الاحترافية
لعب مع نادي رادنيتشكي كراغوييفاتس لكرة السلة من سنة 1993 إلى 1996، ثم لعب مع إم زد تي سكوبيه من سنة 1998 إلى 2000، ثم لعب مع نادي رادنيتشكي كراغوييفاتس لكرة السلة في موسم 2005–2006.

## روابط خارجية
- إيفيكا بلاغوفيتش على موقع كرة السلة الأوروبية.كوم (الإنجليزية)
- إيفيكا بلاغوفيتش على موقع بروبوليرز (الإنجليزية)